# Sout El-Hob Records
Sout El-Hob Records (arabiska: صوت الحب للإنتاج الفني والتوزيع,), vilket betyder Kärlekens Röst på arabiska, är ett egyptiskt skivbolag som ägs av Dozzan Music Group. Bolaget grundades år 1972 av Atef Montasser. Sout El-Hob Records representerar artister från flera olika genrer och har den fjärde största musikkatalogen i Mellanöstern och Nordafrika. Sout El-Hob Records har också distribuerat filmer under namnet Sout El-Hob Movies (Atef Montasser and his partners).  Distributör för Sout El-Hob Records var Montassers kusin, Mohsen Gaber, som senare kom att grunda företaget Alam El-Phan och TV kanalen Mazzika.

## Sout El-Hob Entertainment
År 2015 tog Sherif Montasser, Atef Montassers brorson, över som ägare och VD för Sout El-Hob Entertainment, vilket är ett av de företag som ägs av Dozzan Music Group.
Sout El-Hob Entertainment skriver avtal med artister och nya sångtalanger inom Arabvärlden samt tillvaratar och bevakar rättigheterna till upphovspersonens kompositioner. De distribuerar musiken digitalt genom Modissa vilket också är ett av de företag som Dozzan Music Group äger. Modissa är en digital musikdistributör som distribuerar Sout El-Hobs musik till digital handel och olika strömningsplattformar.

## Sout El-Hob Records
En av de första artisterna att spelas in för Sout El-Hob Records var Hany Shaker. Montasser och har producerat hans första fyra skivsläpp.
Montasser har upptäckt artister som Ahmed Adaweyah, Aziza Jalal, Mohamed Fouad, Medhat Saleh och Metkal Kenawy samt den algeriska sångerskan Warda. Vidare har han också producerat Wardas film Ah Ya Leil Ya Zaman år 1977. Sout El-Hob Records har distribuerat flera filmer under namnet Sout El-Hob Movies (Atef Montasser and his Partners). Skivbolaget har spelat in Koranrecitationer av bland annat Sheikh Al-Tablawi och Sheikh Mahmoud Khalil Al-Hussary. Koranen spelades in på över 31 kassettband. Montasser har återupplivat Sayed Darwishs arv genom upptäckten av Iman El Bahr Darwishs talang. Han har producerat låtar med Mohamed Abdu i hans tidiga karriär samt Fayza Ahmeds och Najats tidiga musik. Han har även producerat en sång med titeln Fe Aman Allah av Mohamed Abdu under hans tidiga karriär.
Atef Montasser mötte kompositören Hani Shenouda i mitten av 1970-talet och de etablerade El Masryeen Band. Gruppens första kassettband, innehållande åtta korta sånger, släpptes år 1977. Inspelningsprocessen tog åtta månader. Under en period importerade Montasser kassettband från Tyskland och Schweiz. Många framträdande poeter har skrivit låtar för bandet såsom Salah Jahin och Omar Batesha. Montasser mötte också Doktor Ezzat Abu Ouf I mitten av 1970-talet. De etablerade tillsammans gruppen Four M. Bandmedlemmarna bestod av Abu Oufs systrar: Mona, Maha, Manal and Mervat.
År 1985 slöt Sout El-Hob Records ett avtal med skivbolaget  EMI Music. Samarbetet varade i sex år.

### Artister i urval
- Ahmed Adaweyah[10]
- Warda Al-Jazairia
- El Masryeen Band
- Hamid Al-Shairi
- Mohammad Fouad
- Medhat Saleh
- Leila Mourad
- Omar Khairat
- Hany Shaker
- Najat Al Saghira
- Iman El Bahr Darwish
- Aziza Jalal
- Fatma Eid
- Fayza Ahmed
- Four M[9]
- Hany Mehanna
- Hany Shanouda
- Huda Sultan
- Mohamed El-Helw
- Majd El Qassem
- Mohammed Tharwat
- Mohammed Abdu
- Metkal Kenawy

### Låtar i urval
- "El Sah El Dah Embo" av Ahmed Adaweyah
- "Esmaouny" av Warda Al-Jazairia
- "Fe El Seka" av Mohammad Fouad
- "Keda Bardo Ya Amar" av Hany Shaker
- "Kawkab Tany" av Medhat Saleh
- "Matehsebosh Ya Banat" av El Masryeen Band
- "El Leila El Kebira" av Four M band
- "Mahsobkom Endas" av Iman El Bahr Darwish
- "Fe Aman Allah" av Mohammed Abdu[11]